# Pčelina kokica
Pčelina kokica (pčelica, lat. Ophrys apifera), vrsta orhideje iz roda kokica (Ophrys). Rasprostranjena je po dijelovima Europe, Azije i Afrike. Raste i u Hrvatskoj, gdje ugrožena zbog sabiranja i gubitka staništa.
Voli suhe livade, svijetle šume i šikare, a pojavljuje se od obale mora pa do 400 m n.m. 
Pčelina kokica ima čvrstu uspravnu stabljiku koja naraste od 20 do 50cm. Cvate od svibnja do srpnja.